# Voodoo Love
Voodoo Love è un singolo del cantautore albanese Ermal Meta, pubblicato il 15 settembre 2017 come terzo estratto dal secondo album in studio Vietato morire.

## Descrizione
Si tratta di una versione alternativa rispetto alla traccia contenuta nell'album, realizzata in collaborazione con il gruppo musicale spagnolo Jarabe de Palo (sebbene abbia partecipato il solo frontman Pau Donés) e originariamente pubblicata come bonus track nell'edizione in vinile dell'album.
Il 10 novembre 2017 tale versione è stata inserita anche nel CD bonus dell'edizione deluxe di Vietato morire.

## Tracce
Testi e musiche di Ermal Meta e Roberto Cardelli.
1. Voodoo Love (feat. Jarabe de Palo) – 3:50

## Formazione
Musicisti
- Ermal Meta – arrangiamento, voce, cori, sintetizzatore, chitarra, cajón, programmazione
- Pau Donés – voce
- Roberto Cardelli – arrangiamento, pianoforte, sintetizzatore, programmazione
- Matteo Bassi – basso
- Luca Ravagni – clarinetto

Produzione
- Ermal Meta – produzione
- Roberto Cardelli – produzione
- Giordano Colombo – registrazione
- Cristian Milani – missaggio
- Stefano Salonia – assistenza tecnica
- Antonio Baglio – mastering